# コカ・コーラビジネスソーシング
コカ・コーラビジネスソーシング株式会社は、かつて国内のコカ・コーラボトラーおよびザ コカ・コーラ カンパニーの子会社が出資して設立され、ボトラーの共同調達窓口として原材料・資材、間接材等の共同調達を行い、各ボトラーに販売していた企業。

## 概要
調達事業は、ボトラー各社の調達機能の一部を担っており、ボトラー社にPETボトル、缶、キャップ、梱包材、甘味料等の原材料、自動販売機、クーラー等の販売機器を安定的かつ低コストで供給するために、コカ・コーラシステムのグローバル調達組織であるCEPG（Cross Enterprise Procurement Group）との連携を通じて、世界の成功事例も取り入れながら調達戦略を策定している。
2017年にコカ・コーラボトラーズジャパングループは、北海道コカ・コーラボトリング、みちのくコカ・コーラボトリング、北陸コカ・コーラボトリング、沖縄コカ・コーラボトリングの地域ボトラー4社並びにザ コカ・コーラ カンパニーの子会社との間で、コカ・コーラビジネスソーシングをコカ・コーラボトラーズジャパン（2代、2018年1月1日付でコカ・コーライーストジャパンから商号変更）に統合することで合意。

## 沿革
- 2007年1月1日 - 前身となるコカ・コーラ ビジネスサービス株式会社が設立[2]。
- 2015年8月3日 - コカ・コーラ ビジネスサービス株式会社から調達事業などをコカ・コーラビジネスソーシング株式会社として新設分割[3]。コカ・コーラ ビジネスサービス株式会社はコカ・コーラアイビーエス株式会社に商号変更[4]。
- 2018年1月1日 - コカ・コーラボトラーズジャパン（2代）に吸収合併[1]。